# Hliník nad Hronom
Hliník nad Hronom (in ungherese Geletnek) è un comune della Slovacchia facente parte del distretto di Žiar nad Hronom, nella regione di Banská Bystrica.